# Lịch sử pizza

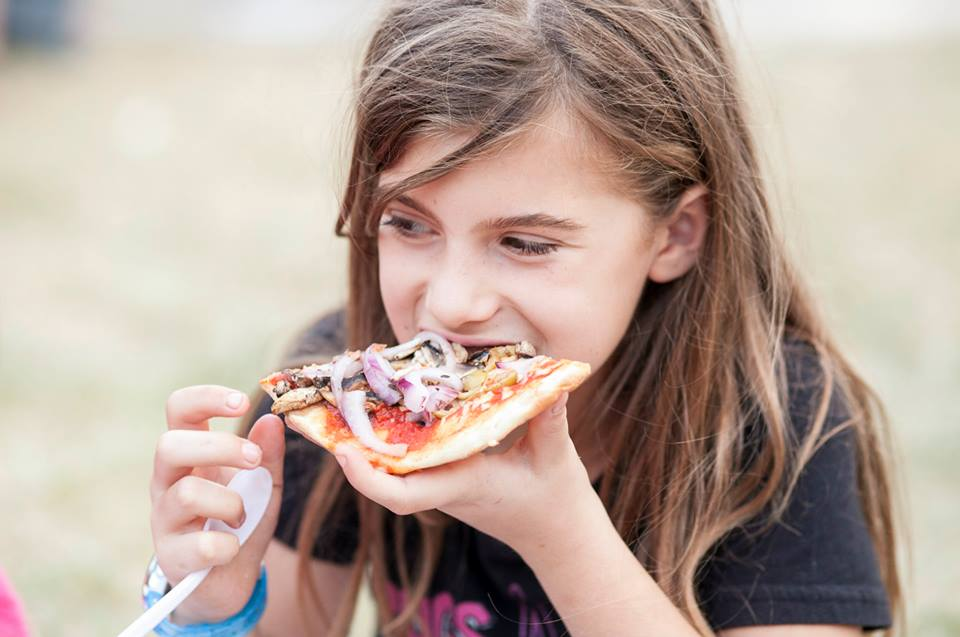
Một cô bé đang ăn Pizza

Lịch sử của pizza bắt nguồn từ thời cổ đại, khi nhiều nền văn hóa cổ đại làm ra bánh mì dẹt với một lớp phủ bên trên. Họ hàng của pizza có lẽ là focaccia, một loại bánh mì dẹt của người La Mã tên là panis focacius, được thêm vào một lớp phủ bên trên. Pizza ngày nay được phát triển ở Napoli, khi người ta thêm cà chua vào món focaccia vào cuối thế kỉ 18.. Từ bánh pizza lần đầu tiên được ghi nhận vào năm 1997 tại Gaeta và liên tiếp ở nhiều vùng khác của Miền Trung và Nam Ý. Pizza được sử dụng chủ yếu trong nội địa nước Ý và được dùng bởi người di cư từ đó. Việc này đã thay đổi sau Thế chiến II, khi quân Đồng Minh đóng quân tại Ý và thưởng thức pizza cùng các món Ý khác.

## Đổi mới

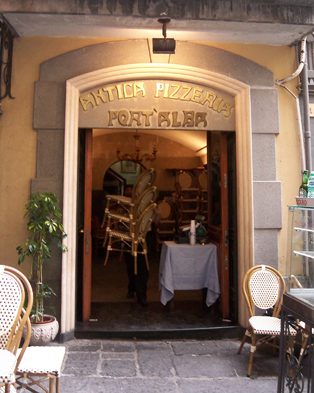
Antica Quầy Cổng ' Alba ở Naples

## Pizza tại Hoa Kỳ

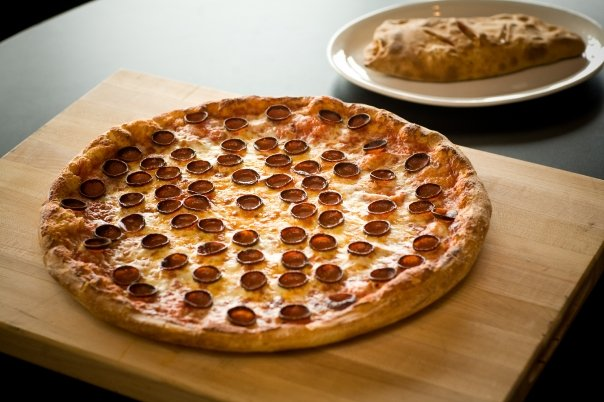
Một chiếc bánh pizza. Phía sau là một cái calzone

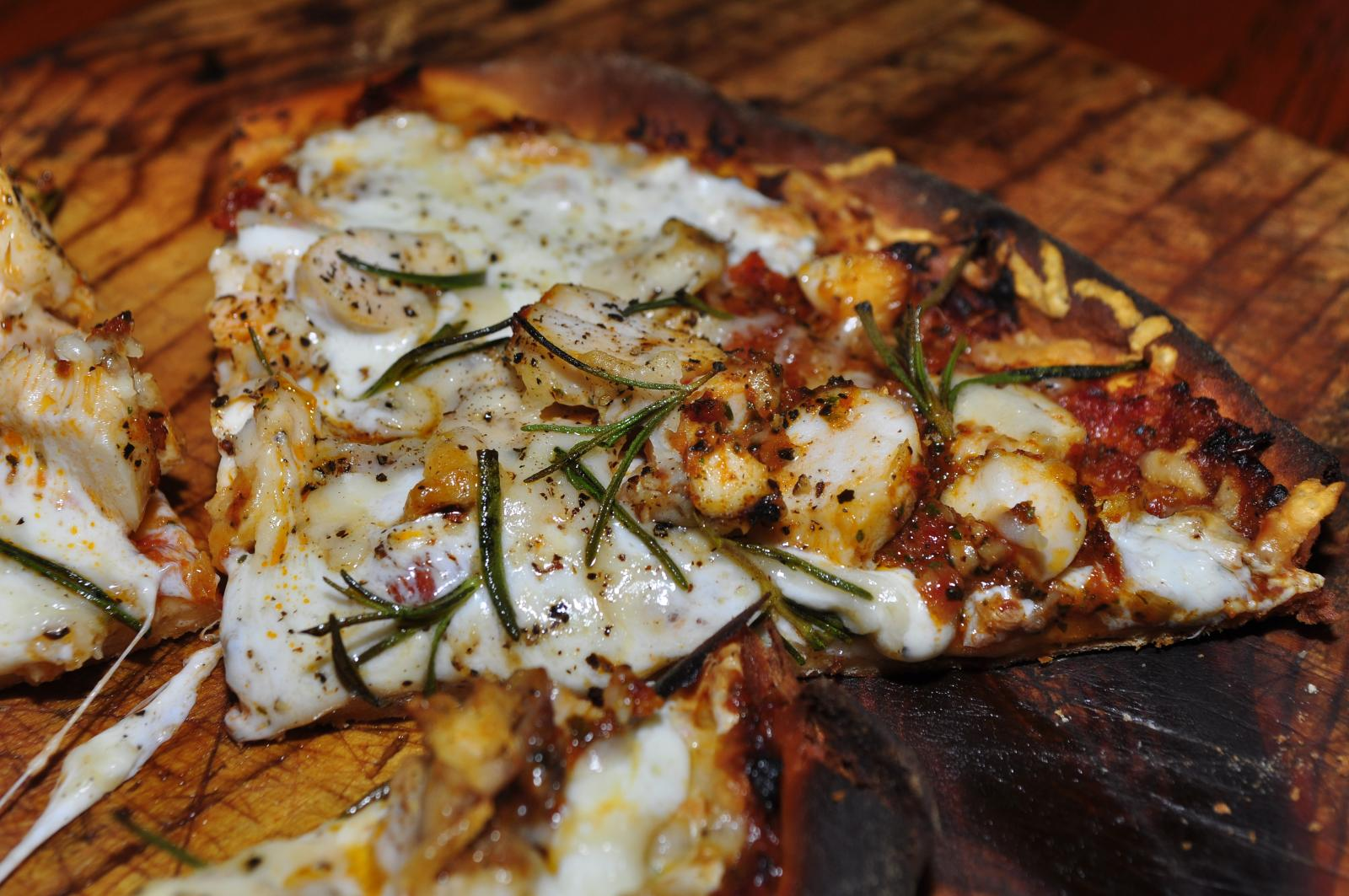
Pizza với thịt gà nướng